# Cladocarpus pourtalesi
Cladocarpus pourtalesi är en nässeldjursart som beskrevs av Addison Emery Verrill 1879. Cladocarpus pourtalesi ingår i släktet Cladocarpus och familjen Aglaopheniidae. Inga underarter finns listade i Catalogue of Life.